# Woluwe-Saint-Pierre
Woluwe-Saint-Pierre (fransk navn) eller Sint-Pieters-Woluwe (hollandsk navn) er en af de 19 kommuner i Belgien som udgør hovedstadsregionen Bruxelles. Kommunen ligger i den østlige del i regionen. Den grænser til Woluwe-Saint-Lambert mod nord, Kraainem i Flandern mod øst, Tervuren i Flandern og Auderghem mod syd, samt Etterbeek mod vest. Som alle kommuner i Bruxelles er den lovmæssigt tosproget (fransk-hollandsk).
Woluwe-Saint-Lambert er opkaldt efter åen Woluwe (en) som løber gennem kommunen. Den udmunder i Senne.
Pr. 1. januar 2025 havde kommunen 42.549 indbyggere. Det samlede areal var 8,9 km2, og befolkningstætheden 4.757/km2.